# スマートカー

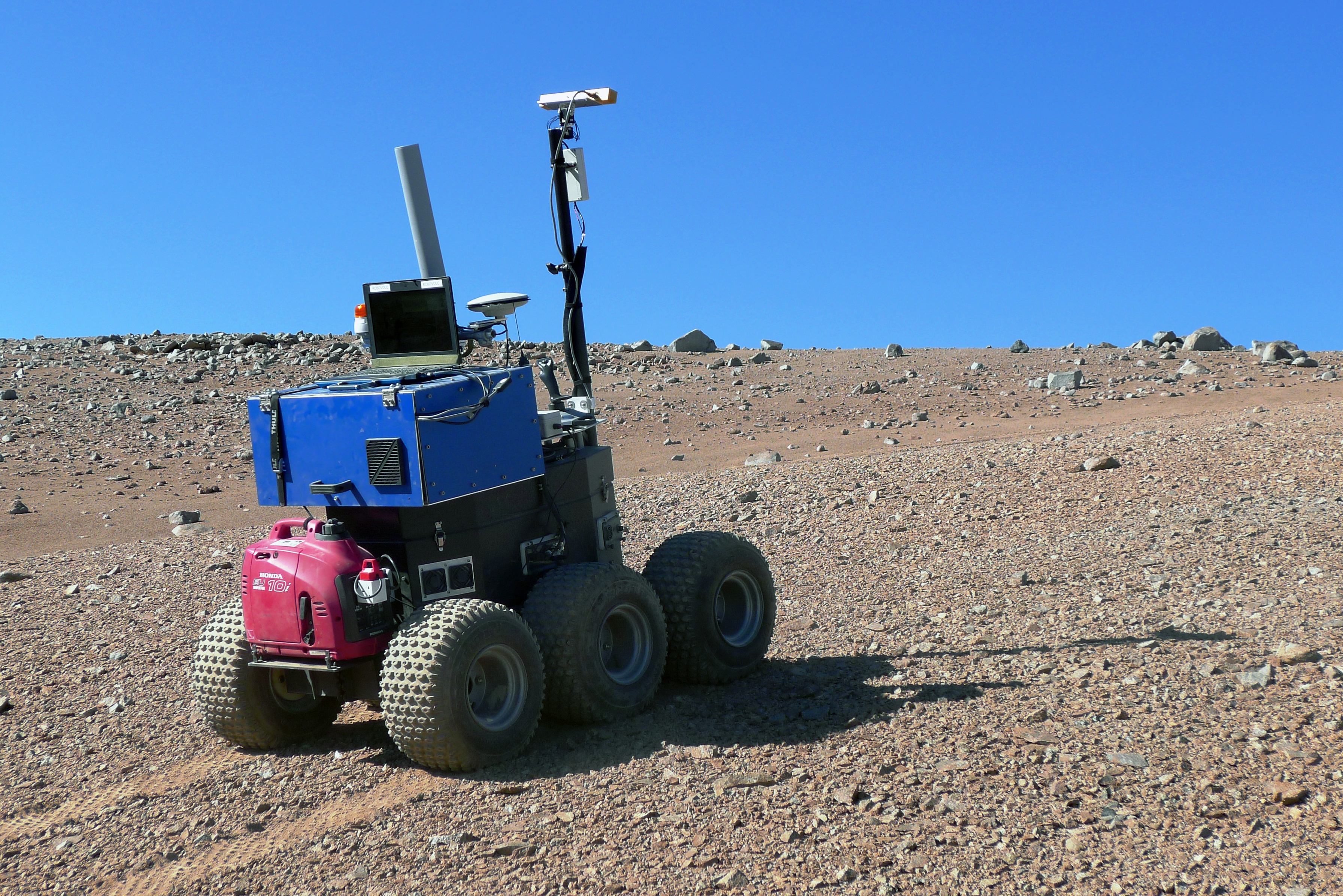
パラナルでテスト中のESAシーカー自律ローバー

スマートカーとは、ITやスマート化技術により、高度に安全化、快適化、省エネルギー化された、近未来型自動車のことである。
車両自動化（英語: Vehicular automation）には、メカトロニクス、人工知能、およびマルチエージェントシステムを使用して、車両のオペレーターを支援することが含まれる。これらの機能とそれらを採用している車両は、インテリジェントまたはスマートとしてラベル付けされる場合がある。困難なタスク、特にナビゲーションに自動化を使用する車両は、半自律型と呼ばれる場合がある。したがって、自動化のみに依存する車両は、ロボットまたは自律型ロボットと呼ばれる。集積回路の発明後、ファクトリーオートメーションの高度化が進んだ。その後、メーカーや研究者は、自動車やその他の車両にさまざまな自動化機能を追加した。自動運転車の実装に関連する技術は、車両自体の技術的改善から、車両周辺の環境や物体に至るまで、非常に広範囲である。自動運転車の使用が増えるにつれ、自動運転車は人間の生活に影響を与えるようになっている。自動運転車にはさまざまなメリットがあるが、さまざまな懸念もある。また、車両の自動化を堅牢でスケーラブルにするために克服する必要のある技術的な課題がまだある。

## 概要

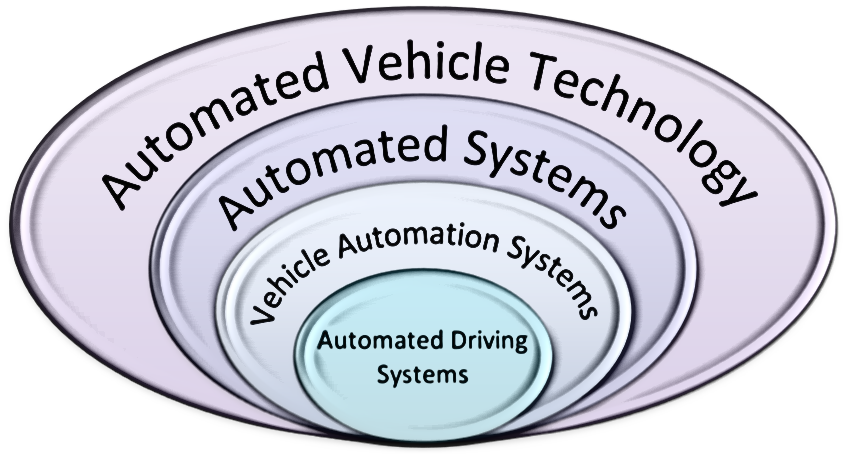
オートメーション化された車両システム技術階層

自動運転システムは、一般に、協調して動作する個々の自動システムの統合パッケージである。自動運転とは、ドライバーが運転する能力（つまり、すべての適切な監視、代理、およびアクション機能）を車両自動化システムに委任したことを意味する。ドライバーはいつでも警戒して行動を起こす準備ができているかも知れないが、自動化システムがすべての機能を制御する。
自動運転システムは多くの場合条件付きである。つまり、自動システムは自動運転が可能だが、通常の操作中に発生するすべての条件に対応できるわけではない。したがって、自動運転システムを開始するには、人間のドライバーが機能的に必要であり、運転条件がシステムの能力の範囲内である場合は、開始する場合としない場合がある。車両自動化システムがすべての運転機能を引き継ぐと、人間はもはや車両を運転しなくなるが、車両の運転者としての車両の性能に責任を負い続ける。自動化された車両オペレーターは、自動化システムが作動している間、車両の性能を積極的に監視する必要はないが、システムの自動化条件が限られているため、オペレーターは、プロンプトが表示されてから数秒以内に運転を再開できる必要がある。自動運転システムが作動している間、特定の条件ではリアルタイムの人間の入力が妨げられる場合があるが、それは数秒以内である。オペレーターは、この短い遅延を条件として、いつでも運転を再開できる。オペレーターがすべての運転機能を再開すると、オペレーターは再び車両のドライバーになる。

## 自動運転車

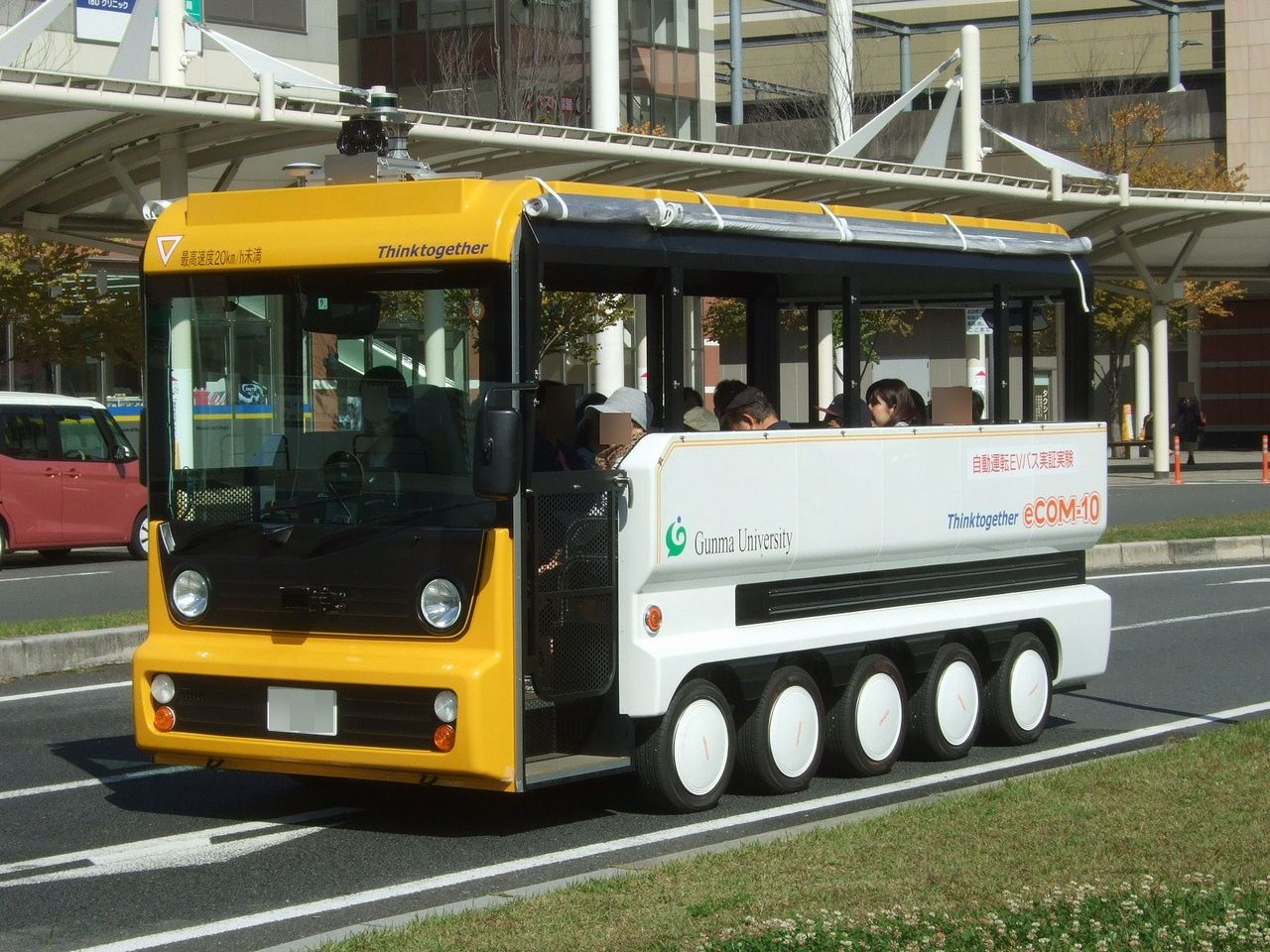
実験運行中の自動運転車両

高度道路交通システム（ITS）との連動により車間距離を保ったり、車線逸脱の検出、歩行者や障害物など対物接近によるブレーキ作動、道路交通情報のリアルタイム取得、カーナビゲーションの高知能化など運転者へのアシストがより可能になるとされる。また、自動車の自動運転システムも自動車専用道路などへの導入に向け研究されている。その他に、ヘッドアップディスプレイ（HUD）で歩行者や障害物など危険回避ナビゲーション情報をフロントガラスに映し出すシステムなども研究開発されている。
最近では、スマートフォンの検索機能などを自動車の運転中にも音声入力により行うことができる、スマートフォン連携機能が提唱され、導入が期待されている。また渋滞情報として、グーグルマップなどスマホアプリの渋滞情報（ビッグデータ）が、渋滞解消の鍵ではないかとの提唱もあり、これらと信号機や交通誘導などの連携が、滞りない交通の実現可能性の近道ではないかとの声もある。